# 元兴乡
元兴乡，是中华人民共和国四川省德阳市中江县曾经下辖的一个乡。2019年12月，撤销元兴乡，将其所属行政区域划归仓山镇管辖。

## 行政区划
元兴乡撤销前下辖以下地区：
元华街社区、火花村、庙沟村、西泉村、水库村、西阁村、富家村、雷胜村、石鸭村、跳蹬村、蒲溪村、李沟村和五合村。